# Dionysios der Philosoph
Dionysios II., Metropolit von Larisa-Trikki, auch Dionysios der Philosoph (griechisch Διονύσιος ο Φιλόσοφος Dionysios ho Philosophos) oder pejorativ Dionysios ho Skylosophos (griechisch Διονύσιος ο Σκυλόσοφος ‚Dionysios der Hundsphilosoph‘) genannt (* ca. 1540 in Epirus; † 1611 in Ioannina), war ein griechischer Geistlicher. Er gilt als eins der beiden bedeutendsten Mitglieder der orthodoxen Kirche, die während der Zeit der türkischen Herrschaft als Verschwörer und Rebellen gegen die Türken vorgingen. Er führte zwei Aufstände gegen sie durch, die beide scheiterten, bei dem zweiten Aufstand wurde er verhaftet und kam zu Tode.

## Leben
Der Geburtsort von Dionysios ist unbekannt, es wird jedoch angenommen, dass es Epirus war. Obwohl Dionysios’ wichtigster Biograph, Metropolit Athenagoras, seine Abstammung auf die Kantakouzenos zurückführt, geht die übliche Forschung davon aus, dass er Wurzeln in Thesprotia hatte. Es scheint jedoch, dass er aus einer wohlhabenden Familie stammte. Einer Ansicht zufolge wurde er in relativ hohem Alter Mönch im Kloster des Heiligen Demetrius in Dichouni, zwischen den Dörfern Kerasovo und Radovizi im damaligen Thesprotia, und ging später nach Padua, um Philosophie und Philologie und vielleicht auch Medizin und Physik zu studieren. Einer anderen Ansicht zufolge wurde er 1582 in Konstantinopel zum Priester geweiht, sein Umzug nach Padua zu Studienzwecken muss jedoch spätestens 1575 im Alter von 15 Jahren stattgefunden haben. Sein Aufenthalt im Kloster des Heiligen Demetrius muss seiner Abreise nach Italien vorausgegangen sein.
Im Jahr 1582 ließ er sich in Konstantinopel nieder. Bekannt ist, dass er während der Herrschaft des Patriarchen Jeremias II. Tranos Groß-Archimandrit, dann Protosingel in Galatas und Exarch des Patriarchen mit einer besonderen Mission in Thessalien, Epirus und auf der Peloponnes war. Im Jahr 1591 oder 1592 wurde er zum Metropoliten von Larissa geweiht, der damals in Trikala residierte. Die alte Hauptstadt Thessaliens hatte seit dem 13. Jahrhundert an Bedeutung verloren und lag im Spätmittelalter in Ruinen, bevor sie von den Osmanen nach der Eroberung Thessaliens als Yenişehir („Neue Stadt“) neu gegründet und mit Muslimen besiedelt wurde. Bereits Papst Innozenz III. hatte zu Zeiten des Lateinischen Kaiserreichs Anfang des 13. Jahrhunderts den Erzbischof von Larisa angewiesen, seinen Sitz in Farsala zu nehmen. Im frühen 14. Jahrhundert wurde der Sitz des Metropoliten erst ins Marmarianoi-Kloster und dann nach Trikala verlegt.
Aufgrund seiner Gelehrsamkeit und Sprachkenntnisse erhielt er den Spitznamen „Philosoph“, während seine Feinde ihn nach dem Scheitern seines Aufstands als „Skylosophos (Hundephilosoph)“ verspotteten. Er genoss die Wertschätzung bedeutender Persönlichkeiten seiner Zeit und korrespondierte mit gelehrten Geistlichen wie z. B. Meletios Pegas und Maximos Margounios. Er korrespondierte sogar mit dem Priestermönch Maximus der Peloponnesier, der später sein Hauptrivale wurde.

## Erster Aufstand gegen die Türken
In Trikala begann Dionysios mit der Organisation eines Aufstands, da er das Gebiet für diesen Zweck für geeignet hielt, da es an die unzugänglichen Verstecke von Pindos und Agrafa grenzte. Im Dezember 1598 schickte er einen Mönch zur griechischen Gemeinde von Venedig, um sie um Fürsprache bei Kaiser Rudolf II., dem König von Spanien Philipp III. und dem Papst Clemens VIII. zu bitten. Die Griechen Venedigs reagierten positiv und reichten im Namen der Einwohner von Epirus, Thessalien und Makedonien ein Memorandum beim Hof Rudolfs in Wien ein. Darin forderten sie, dass Dionysios und dem Metropoliten von Nafpaktos und Arta eine Armee, Waffen und Vorräte für 40.000 Mann geschickt würden, und dass der Kaiser beim Papst und in Spanien Fürsprache einlegen möge. Im Mai 1600 wendete sich Dionysius mit einem Brief ein weiteres Mal an den Papst. Der Text des in griechischer Sprache verfassten Briefes an den Papst ist von den Erfolgen Rudolfs II. gegen die Türken und den Heldentaten Michaels des Tapferen beeinflusst. Darin heißt es unter anderem:

„...das Volk Christi in Thessalien, Epirus und Makedonien ist dahin gekommen; und von nun an wird Griechenland vereint sein und Tausende von Toden für den Glauben ertragen ... Die Gruppe der Ungläubigen ist klein und wenige und darüber hinaus machtlos in vielen anderen Dingen, und für diese hat sie Trophäen gewonnen, sowohl für den Kaiser selbst als auch für den Krieger Michael; der Weg ist also bereitet; befreie uns aus der Hand des sterbenden Tyrannen ...“

Zusätzlich zu diesen Kontakten begann Dionysios, Beiträge an das Ökumenische Patriarchat („dosimata“) und das Reich („haratsi“) zurückzuhalten, um sie im bevorstehenden Kampf einzusetzen. Letztlich startete er den Aufstand ohne nennenswerte ausländische Hilfe, abgesehen vielleicht von einem vagen Versprechen Venedigs. Diese Bewegung könnte mit dem Aufstand in Zusammenhang stehen, den die Venezianer Mitte November 1600 in Albanien angezettelt hatten.
Kurz nach dem 15. November 1600 kam es in Thessalien zu einem Aufstand, von Trikala bis Karditsa und den umliegenden Bergen, möglicherweise mit Unterstützung des armatolischen Korps von Agrafa. Der Aufstand scheiterte, und innerhalb weniger Tage siegten die Türken, die harte Vergeltungsmaßnahmen einleiteten. Der Bischof von Phanar und Neochori (Karditsa) Seraphim wurde Anfang Dezember gehängt (später wurde er von der Kirche zum Märtyrer erklärt), und viele Geistliche und Bürger wurden getötet. Dionysios versuchte, nach Agrafa zu fliehen, doch da ihm dies nicht gelang, floh er an die Küste des Ionischen Meeres und erreichte Neapel und dann Rom. Am 15. Mai 1601 setzte das Ökumenische Patriarchat Dionysios per Akt ab, ohne ihn jedoch zu exkommunizieren. Das Patriarchat begründete seine Entscheidung eher mit der Vorenthaltung des Tributs und weniger mit der Rebellion gegen das Osmanische Reich, da dieses der Bewegung keine besondere Bedeutung beimaß und aus diesem Grund auch nicht deren Exkommunikation forderte.

## Zweiter Aufstand und Tod
Während seines Exils im Westen plante Dionysios weiterhin einen Aufstand gegen die Türken. In Neapel traf er den spanischen Vizekönig und übergab durch ihn ein Memorandum an den spanischen Herrscher Philipp III., während er im November 1602 ein ähnliches Memorandum an den Kaiser schickte, in dem er die Umstände des Aufstands erläuterte und um Unterstützung bat. Im Februar 1603 stellte er sich dem Papst vor, dem er seinen katholischen Glauben bekräftigte. Der Papst wiederum zeigte großes Interesse an Dionysios’ Plänen und überreichte ihm Empfehlungsschreiben an den spanischen König. Dionysios kam im Sommer in Valladolid an, begleitet von Konstantinos Sophia, einem Absolventen des Päpstlichen Griechischen Kollegs in Rom und spanischen Gelehrten, als Assistent und Dolmetscher.
Dort stattete ihn der Apostolische Nuntius am spanischen Hof, D. Ginassi, mit einem Empfehlungsschreiben und Geld aus. Dann kam Dionysios in Burgos an, wo er den König traf. Es gab dort auch andere Griechen, wie Ioannis Pikkolos, der sich selbst als offiziellen Gesandten der versklavten Griechen bezeichnete, sowie die Epiroten, die sich jedoch dauerhaft in Neapel niederließen, Emmanuel Igoumenos (Vater von Epiphanius), Stavros Apsaras und Skarlatos Matsas. Doch dann wandte sich Sophia aus bis heute unbekannten Gründen gegen Dionysios und beschuldigte ihn, ein Betrüger und unmoralischer Ketzer zu sein, der sich nicht aufrichtig zum Katholizismus bekannt und die Dokumente gefälscht habe, mit denen die Bevölkerung von Thessalien und Epirus der Kirchenunion zustimmte. Obwohl nicht bekannt ist, ob diese Anschuldigungen wahr sind, gilt es als nicht unwahrscheinlich, dass Dionysios diese Memoranden fälschte, um sein Ziel zu erreichen.
Es ist möglich, dass der Papst und der spanische König Dionysios aufgrund seiner Taten Hilfe versprachen. Man geht jedoch davon aus, dass die Aktivitäten verschiedener spanischer Agenten, wie beispielsweise Petros Lantza, zu dieser Zeit in Albanien und an der dalmatinischen Küste auf sein eigenes Handeln, aber auch auf das Handeln anderer griechischer Gesandter zurückzuführen sind.
Nach 1609 kehrte Dionysios nach Griechenland zurück, wo er sich im ihm vertrauten Kloster Agios Dimitrios von Dichounis niederließ. Er plante, einen neuen Aufstand zu organisieren und eine Festung einzunehmen, um dann die Spanier in Neapel zu benachrichtigen, die ihm Hilfe versprochen hatten. Trotz seines Alters (vielleicht über 60) durchstreifte er die Landschaft, heilte die Dorfbewohner und stachelte sie gegen die Türken auf. Um den Glauben des einfachen Volkes zu stärken, verwendete Dionysios auch Prophezeiungen.
Zu seinen engen Mitarbeitern zählten Zotos Tsiripos aus Paramythia, Georgios Delis sowie Lambros, Grammaticus von Osman Pascha aus Ioannina. Ein Anhänger seiner Ideen war auch der Bischof von Dryinoupolis, Matthäus, Vikar des Metropoliten von Ioannina, Manasses. Er bat auch den Erzbischof von Ohrid, Athanasius, um Hilfe, der 1596 einen Aufstand in Himara angeführt hatte, der aber nicht reagierte. Der konservative, protürkische Teil des Klerus unter der Führung von Maximus dem Peloponnesier leistete seinem Vorgehen starken Widerstand, und dieser Widerstand kam auch bei geheimen Treffen im Metropolitenpalast von Ioannina zum Ausdruck. Allmählich breitete sich die revolutionäre Begeisterung auf alle Dörfer und Städte Thesprotias sowie auf andere Teile von Epirus aus.
Der Aufstand brach in der Nacht vom 10. auf den 11. September (Dienstag auf Mittwoch) aus. Dionysios gelang es zusammen mit etwa 1.000 Dorfbewohnern, Hirten und Bauern aus 70 Dörfern von Paramythia, bewaffnet mit Speeren, Bögen und landwirtschaftlichen Geräten (nur 40 von ihnen besaßen Arkebusen), die Türken der benachbarten Dörfer Tourkogranitsa (das heutige Granitsa in der Gemeinde Agrafa) und Zaravousa (das heutige Agios Nikolaos) unschädlich zu machen und Ioannina einzunehmen, wobei er die Türken überraschte. Die Revolutionäre folgten der alten Route, die das Theater von Dodoni im Süden verlässt und von Pedini in das Becken führt. Anschließend marschierten sie in Richtung des heutigen Ostens und gelangten durch den alten Stadteingang in den Bezirk Kalou Cesme (heute Kaloutsiani), wo Osman Pascha lebte. Dort steckten sie das Haus des Paschas, das Kommandobüro und möglicherweise andere türkische Gebäude in Brand. Der Pascha und seine Familie entkamen, aber zwanzig seiner Wachen und Mitarbeiter wurden getötet. Laut venezianischen Quellen, die zuverlässiger sein dürften, wurden 1.200.000 Akce aus der Staatskasse geplündert und ein oder zwei türkische Beamte getötet, während Osman in einem Turm Zuflucht suchte. Von dort aus startete er am Morgen einen Gegenangriff mit einigen Reitern, bewaffneten Türken aus der Stadt, den christlichen Speerkämpfern der Burg und den geistlichen Anhängern des Maximus. Die desorganisierten Rebellen konnten leicht zerstreut werden. Zweihundert von ihnen suchten Zuflucht im Schilf des Pamvotida-Sees, wo sie verbrannt wurden, während Dionysios und Deli Giorgos, wahrscheinlich mit einem Boot, in einer Höhle unter der heutigen Aslan-Moschee Zuflucht suchten. Dionysios wurde nach einem Verrat verhaftet und bei lebendigem Leib gehäutet. Seine Haut wurde mit Stroh ausgestopft und er wurde, bekleidet mit seinen Priestergewändern, durch die Straßen von Ioannina geführt. Nach drei Tagen entdeckten die Türken auch Delis Giorgos und Lambros, die sie bei lebendigem Leib verbrannten. Einer anderen Version zufolge wurde Giorgos gekreuzigt, „und statt einer Krone machte man Löcher auf sein Haupt, in die man Flügel steckte“. Die Haut des Dionysios wurde zusammen mit 85 Köpfen von Rebellen nach Konstantinopel geschickt, wo sie in die Ställe des Sultans geworfen wurde.
Anschließend ergriff Osman Pascha Vergeltungsmaßnahmen gegen die Bevölkerung von Thesprotia, während sich das Klima des Terrorismus nach Ioannina und in ganz Epirus ausbreitete, wo viele Kirchen und Klöster, wie das von Agios Dimitrios Dichounis, zerstört und ihre Ländereien enteignet wurden. Viele Bewohner dieser Gebiete wurden getötet, versklavt oder zum Islam gezwungen, während die meisten Überlebenden in die Berge zerstreut wurden. In Ioannina sollen mindestens 300 Menschen getötet worden sein, während die meisten Christen dauerhaft aus der ummauerten Altstadt von Ioannina vertrieben wurden, wo sie bis dahin gelebt hatten. Anlässlich des Aufstands ist es auch möglich, dass die Privilegien, die Sinan Pascha der Bevölkerung von Ioannina im Jahr 1430 gewährt hatte, wie etwa die Befreiung von Knabenlese, abgeschafft wurden.
Die Tatsache, dass die Aufständischen beim Einzug in Ioannina riefen: ‚Charatschi, Charatschopoulos, (a)nouzouli, (a)nouzoulopoulos‘ – eine Anspielung auf kürzlich erhöhte Steuern –, zeigt, dass auch wirtschaftliche Forderungen eine Rolle spielten. Dionysios nutzte diese gezielt, um Anhänger zu gewinnen, so wie er es bereits beim ersten Aufstand getan hatte.
Die Venezianer waren jedoch nicht nur nicht an dem Aufstand interessiert, sondern eher beunruhigt, da die Ereignisse zu einer Zeit stattfanden, als der Weizen aus Thessalien auf Korfu hätte ankommen sollen. Ihre Haltung zeigt, dass sie realistischerweise erkannten, dass die dauerhafte Eroberung der Region ein unhaltbares Ziel war, da weder sie noch Spanien über die notwendigen Landstreitkräfte verfügten.
In diesem Klima verfasste Maximus vom Peloponnes die Schmähschrift „Στηλιτευτικός λόγος κατά Διονυσίου και των συναποστησάντων αυτώ εις Ιωάννινα [Eine aufrührerische Rede gegen Dionysios und seine Mitbewohner in Ioannina]“, in der er Dionysios einen „Betrüger“, einen „neuen Teufel“, einen „Säer des Bösen“, einen „blinden Dämon“, einen „Dämonodionysios“ usw. nennt. Und das Volk verfluchte und verfluchte ihn weiterhin und nannte ihn „Skylosophus“. Bezeichnend für diesen Wandel ist folgendes Volkslied, das mit Sicherheit damals entstand:

„Mein Despot, warum hast du das Volk zum Aufstand gerufen,
so dass Ioannina verwüstet wurde und das ganze Land zugrunde ging?
Die Häuser blieben leer zurück, die Gräben füllten sich,
und der Türke hörte nicht auf zu schlachten und zu brennen.
Hier rauben die Raben, dort die Giaouren.
Die Mutter hat keine Kinder mehr, und die Kinder keine Eltern.
Und deine eigene Haut schickten sie nach Istanbul,
dass die Hühner Kleie fressen und die Zigeuner trommeln,
damit das Türkentum erwache und Ramadan halte.“

Trotz dieser Katastrophe hielten einige Anhänger des Dionysios an seinem Glauben an seine Ideen fest, insbesondere ein großer Teil des Klerus.